# Bryx randalli
Bryx randalli är en fiskart som först beskrevs av Earl Stannard Herald 1965.  Bryx randalli ingår i släktet Bryx och familjen kantnålsfiskar. Inga underarter finns listade.